# Flygflottilj
Flygflottilj är ett fredsorganiserat förband inom flygvapnet som leder den operativa verksamheten vid en militär flygbas och utbildar värnpliktiga och officerare vilka senare ska ingå i krigsorganisationen. 

## Sverige

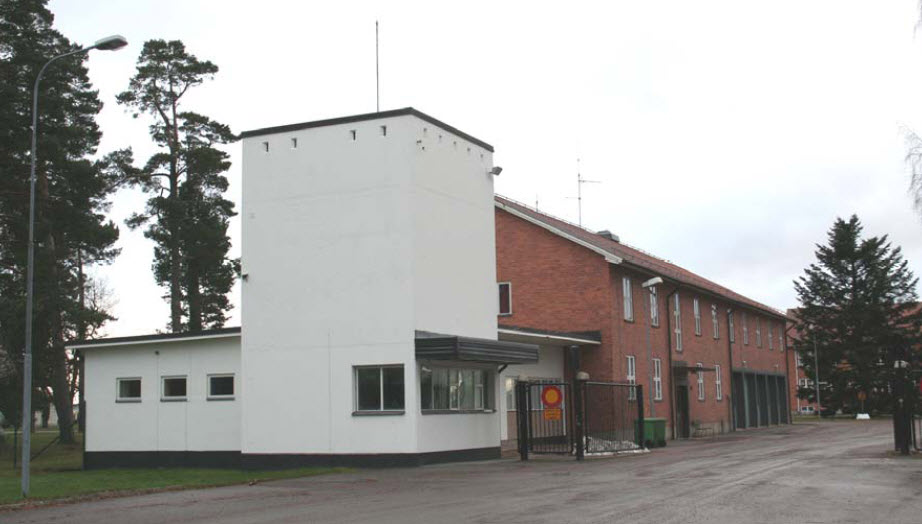
Typisk vaktkasern i funkisstil, här vid Västgöta flygflottilj

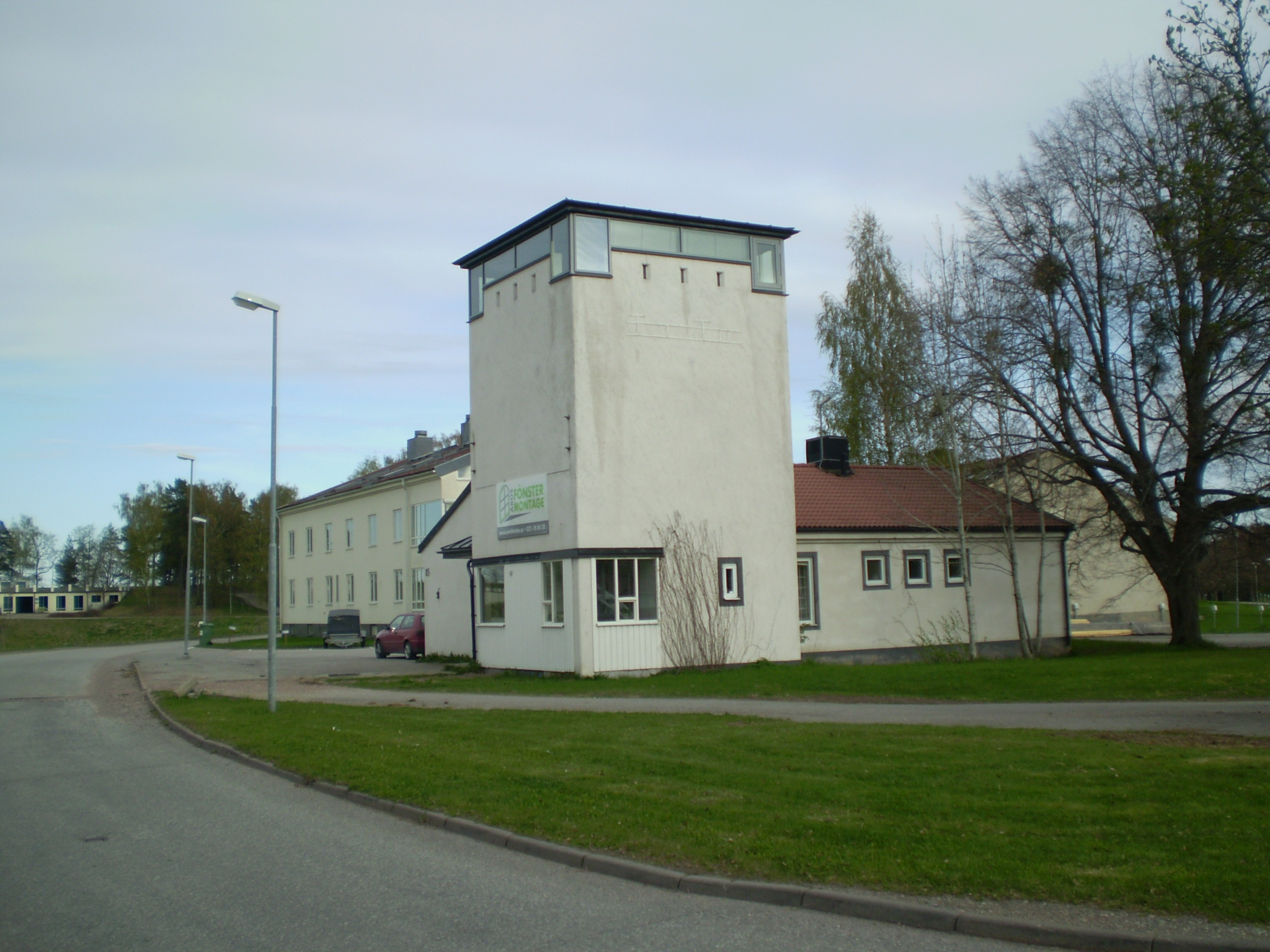
Typisk vaktkasern i funkisstil, här vid Västmanlands flygflottilj

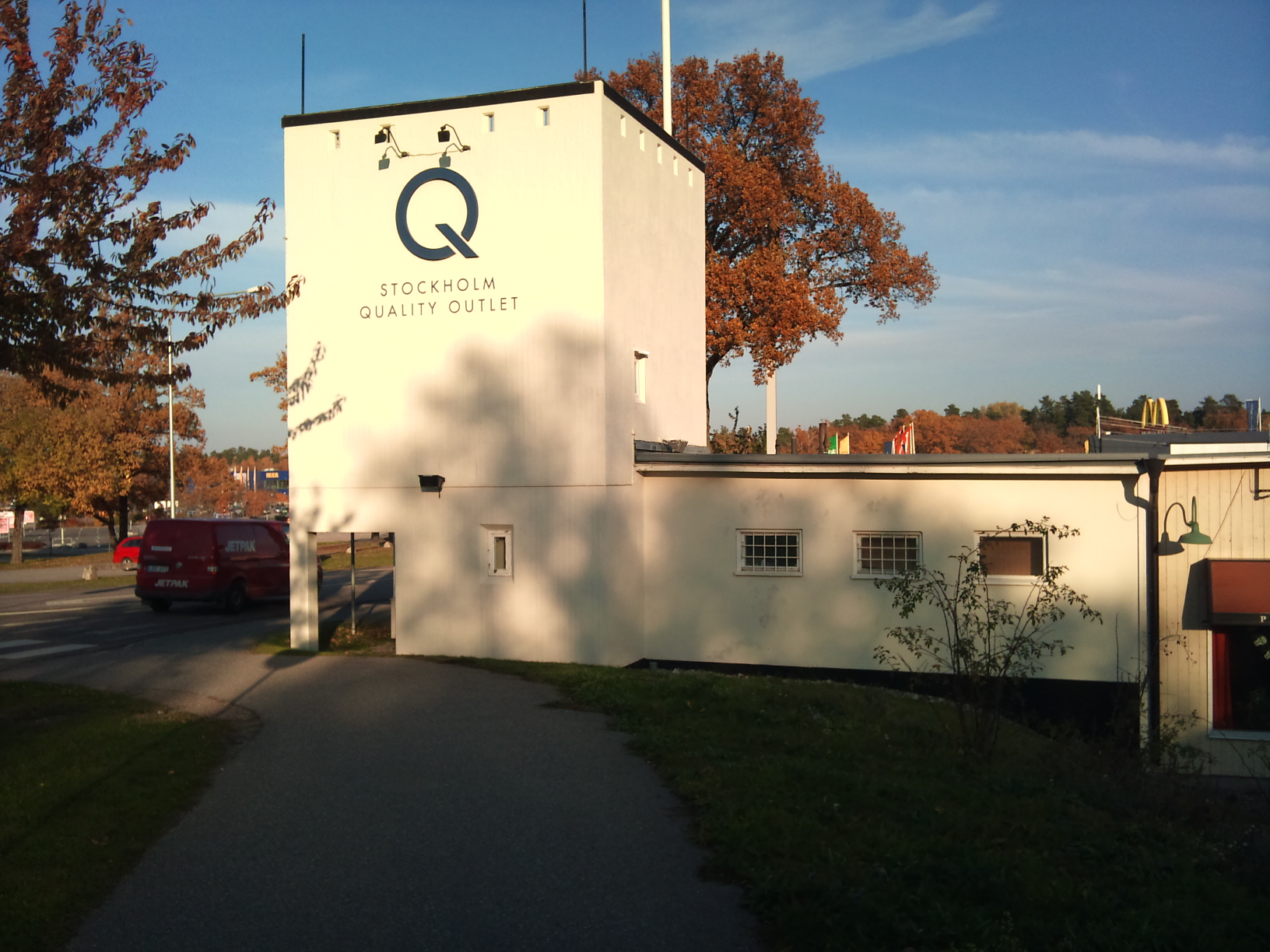
Typisk vaktkasern i funkisstil, här vid Svea flygflottilj

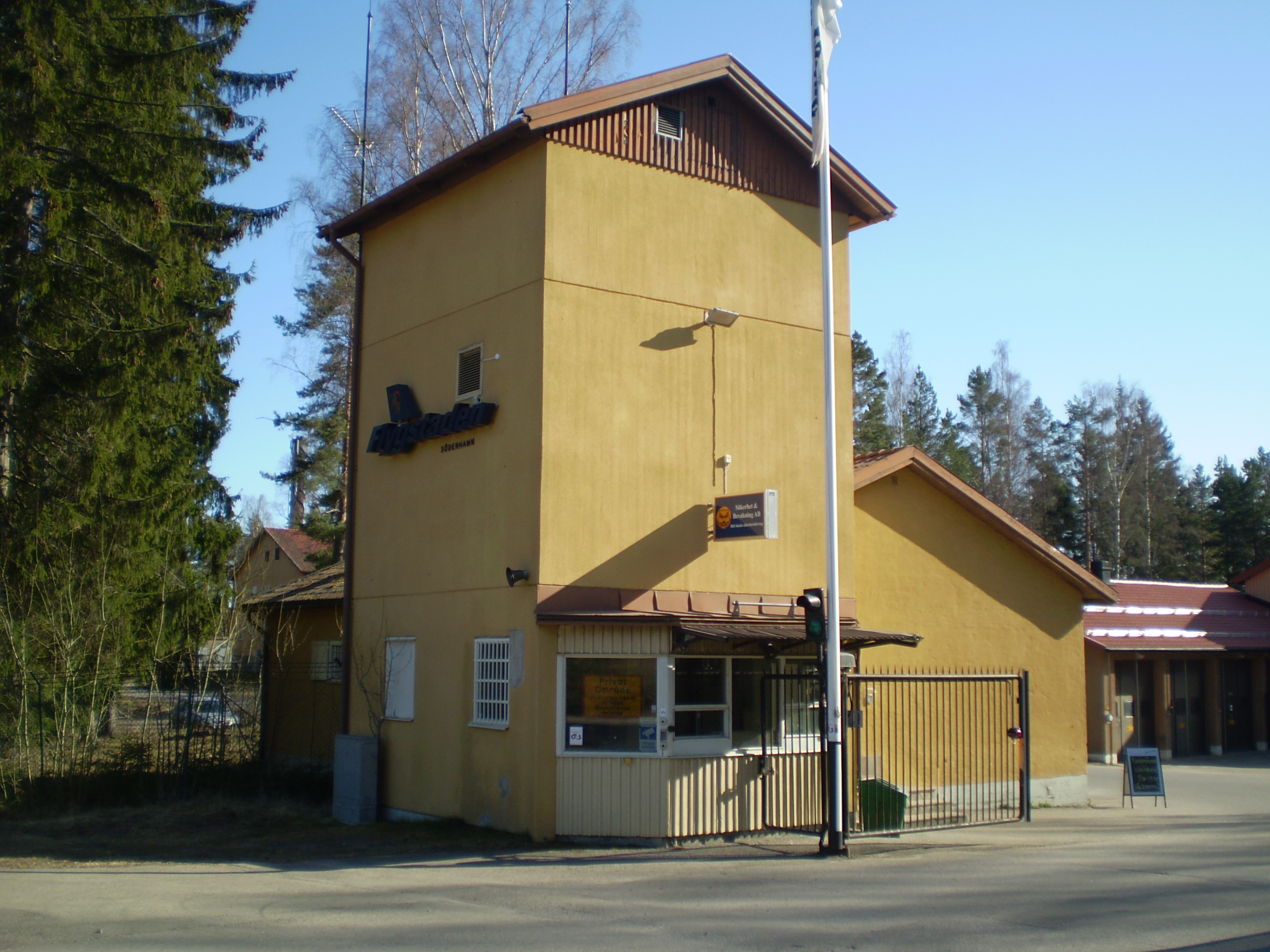
Typisk vaktkasern i funkisstil, här vid Hälsinge flygflottilj

En flygflottilj består vanligen av bland annat flygande förband, som kallas divisioner, samt flygunderhållskompanier, stridslednings- och luftbevakningsplutoner, bevakningsplutoner och närskyddsplutoner men kan också bara var skola utan flygverksamhet. En flygflottilj har oftast mellan två och fyra divisioner som vardera innehåller 8 till 12 flygplan plus några reserver. 
En flygflottilj benämns på samma sätt som andra förband inom försvarsmakten med en bokstav och ett nummer. Flygflottiljer heter "F" och ett nummer, till exempel benämns Jämtlands flygflottilj F 4, som alltså var den fjärde flygflottiljen. 
Divisionerna fick beteckning efter flottilj, där flottiljens ordningsnummer motsvarar den bokstav som i alfabetet är det nummer som flottiljen har, och en färgkod, där röd var första, blå andra, gul tredje, grön fjärde, svart femte, och i förekommande fall vit färgkod för stabsflygplan. Till varje division hörde ett stationskompani. Fjärde kompaniet på en flottilj innehöll depåsoldater, det vill säga service- och vaktvärnpliktiga. Därför fanns det aldrig någon fjärde division. Den blev den femte. (Inledningsvis var dock färgerna för första och andra division omvända.) Första Divisionen på F 4 kallades alltså David Röd, andra divisionen på F 8 kallades inledningsvis Harald Blå. Bokstaveringen för bokstaven H ändrades sedermera till Helge.
Man kan också benämna divisionerna 41. respektive 42. jaktflygdivisionen, det vill säga med flottiljnummer och divisionsnummer.

### Organisation
(Så här såg organisationen ut på flygflottiljerna tills någon gång före 1993)
- Flottiljchef
  - Flottiljstab
    - Avdelning 1 Flottiljexpedition
    - Avdelning 2 Väderavdelning
    - Avdelning 3 Intendenturavdelning
    - Avdelning 4 Byggnadsavdelning
    - Avdelning 5 Sjukvårdsavdelning
    - Avdelning 6 Tekniska enheten leddes av flottiljens tekniska chef och ansvarade för den övergripande tekniska verksamheten på flottiljen. Primärt mer kvalificerat underhåll av flygplan samt övriga fordon och teknisk utrustning på flottiljen.
    - Avdelning 7 Signalavdelning
    - Avdelning 8 Trafikledningsavdelning
    - Avdelning 9 Mobiliseringsavdelning
    - Avdelning 10 Kassaavdelning

  - Baschef
    - 1-3×Stationskompanier Varje stationskompani är knutet till en division. Kompaniet ansvarade för det dagliga underhållet och klargörandet av divisionens flygplan.
    - Utbildningskompani Ansvarade för grundutbildning av värnpliktiga.

  - Flygchef
    - 1-3×Divisioner

## Norge
I norska flygvapnet kallas flygflottilj för luftving och leder den operativa verksamheten vid en flygbas (flystasjon). Den består av flygande divisioner (flyskvadroner), luftvärnsrobotbataljoner och basförband (bevakning, skyddstjänst, sjukvård och ammunitionsröjning).
134. Luftving 
(maritim helikopterflottilj)
- 330 Skvadronen (Sola Flystasjon) - räddningshelikopterdivision
- 334 Skvadronen (Sola Flystasjon) - fregattbaserad helikopterdivision
- 337 Skvadronen (Bardufoss Flystasjon) - kustbevakningshelikopterdivision

## Danmark
Innan Danmark bildade sitt självständiga flygvapen, hade Marinens Flyvevæsen (danska marinens flygtjänst) två luftflotiller: första 'luftflotille' var utrustat med sjöflygplan och den andra hade landflygplan.